# Кургиево
Кургиево — пресноводное озеро на территории Кривопорожского сельского поселения Кемского района Республики Карелии.

## Общие сведения
Площадь озера — 1,7 км², площадь водосборного бассейна — 768 км². Располагается на высоте 97,6 метров над уровнем моря.
Форма озера продолговатая: оно вытянуто с запада на восток. Берега каменисто-песчаные, преимущественно заболоченные.
Через озеро протекает река Шомба, впадающая в реку Кемь.
Код объекта в государственном водном реестре — 02020001011102000006165.